# Caterina Consani
Caterina Consani (née le 9 janvier 1963 à Chiavari) est une mathématicienne italienne, spécialiste de géométrie arithmétique.

## Biographie
Après un laurea de mathématiques obtenu à l'université de Gênes, Consani prépare un doctorat à l'université de Turin sous la direction de Claudio Pedrini, soutenu en 1993 avec pour titre Théories de l'intersection et K-théorie des variétés singulières. Elle soutient en 1996 un second doctorat en mathématique, préparé cette fois à l'université de Chicago sous la direction de Spencer Bloch, avec pour titre « Double complexes et L-facteurs d'Euler sur les dégénérations de variétés algébriques, ».
Elle commence alors une carrière dans l'enseignement, d'abord au Massachusetts Institute of Technology en tant que C.L.E. Moore Instructor dès 1996, puis à l'université de Cambridge (1998), l'Institute for Advanced Study à Princeton (1999), l'Université de Toronto (2000) et enfin l'université Johns-Hopkins où elle est nommée professeur en 2008.
Consani a été invitée dans plusieurs universités et institutions prestigieuses, dont le Centre Hausdorff pour les mathématiques (2008 et 2014), l'Institut Fields (2008), l'IHÉS (2008 et 2015), le RIMS (2010), le Collège de France (depuis 2011), et le Shanghai Center for Mathematical Sciences (2017).
Consani est depuis 2007 membre du comité éditorial du Journal of Number Theory.

## Contributions scientifiques
Avec Jasper Scholten, Consani introduit et étudie en 2001 la variété projective obtenue en éclatant les singularités de la variété  {\displaystyle P(x,y)=x^{5}+y^{5}-(5xy-5)(x^{2}+y^{2}-x-y)}. Cette construction, un exemple de variété de Calabi-Yau qui permet d'étudier le programme de Langlands, est appelée en leur honneur la quintique de Consani–Sholten (en),.
Avec Alain Connes, Consani étudie le corps à un élément et révèle un lien profond entre la géométrie de ce corps et certaines actions de groupe transitives dans des espaces projectifs (les « actions de Singer »),. En leur honneur cette relation est appelée la connexion plane de Connes–Consani. En visite au Collège de France de 2011 à 2017, Consani publie de nombreux autres articles avec Connes, relatifs par exemple au suite arithmétique.
Avec Matilde Marcolli, elle étudie les relations entre la théorie d'Arakelov et la géométrie non commutative,.